# Miroslav Mařenec (fotbalista)
Miroslav Mařenec (* 30. září 1938 Dolní Počernice) je bývalý český fotbalový brankář.

## Hráčská kariéra
V československé lize odchytal za Dynamo Praha (dobový název Slavie) čtyři celá utkání na jaře 1961. Začínal v Dolních Počernicích, po odchodu ze Slavie byl u vzestupu hornopočernické kopané v 60. letech 20. století.

### Prvoligová bilance
| Ročník          | Zápasy | Góly | Minuty | Nuly | Klub         |
| --------------- | ------ | ---- | ------ | ---- | ------------ |
| I. liga 1960/61 | 4      | 0    | 360    | 0    | Dynamo Praha |
| CELKEM I. LIGA  | 4      | 0    | 360    | 0    |              |